# 蘇普拉尼夫卡
49°33′0″N 26°5′17″E / 49.55000°N 26.08806°E
蘇普拉尼夫卡（羅馬化：Supranivka）是烏克蘭的村落，位於該國西部捷爾諾波爾州，由捷尔诺波尔区負責管轄，始建於1785年，面積1.2平方公里，2001年人口387，人口密度每平方公里322.5人。